# Saint-Agnant (Charente-Maritime)
Saint-Agnant is een gemeente in het Franse departement Charente-Maritime (regio Nouvelle-Aquitaine). De oppervlakte bedraagt 22,49 km², de bevolkingsdichtheid is 92 inwoners per km². Saint-Agnant telde op 1 januari 2022 2.774 inwoners.

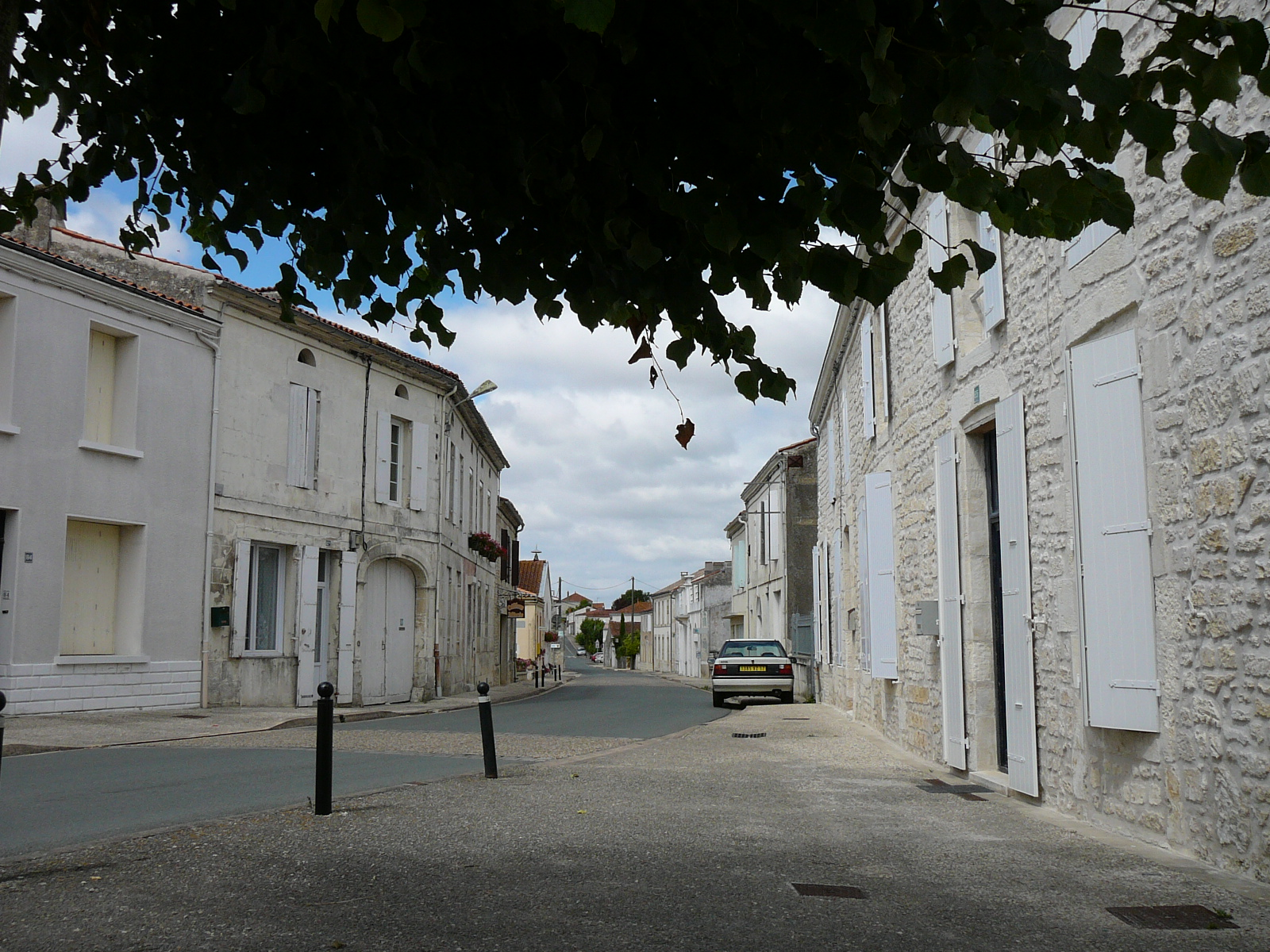
Straat in Saint-Agnant
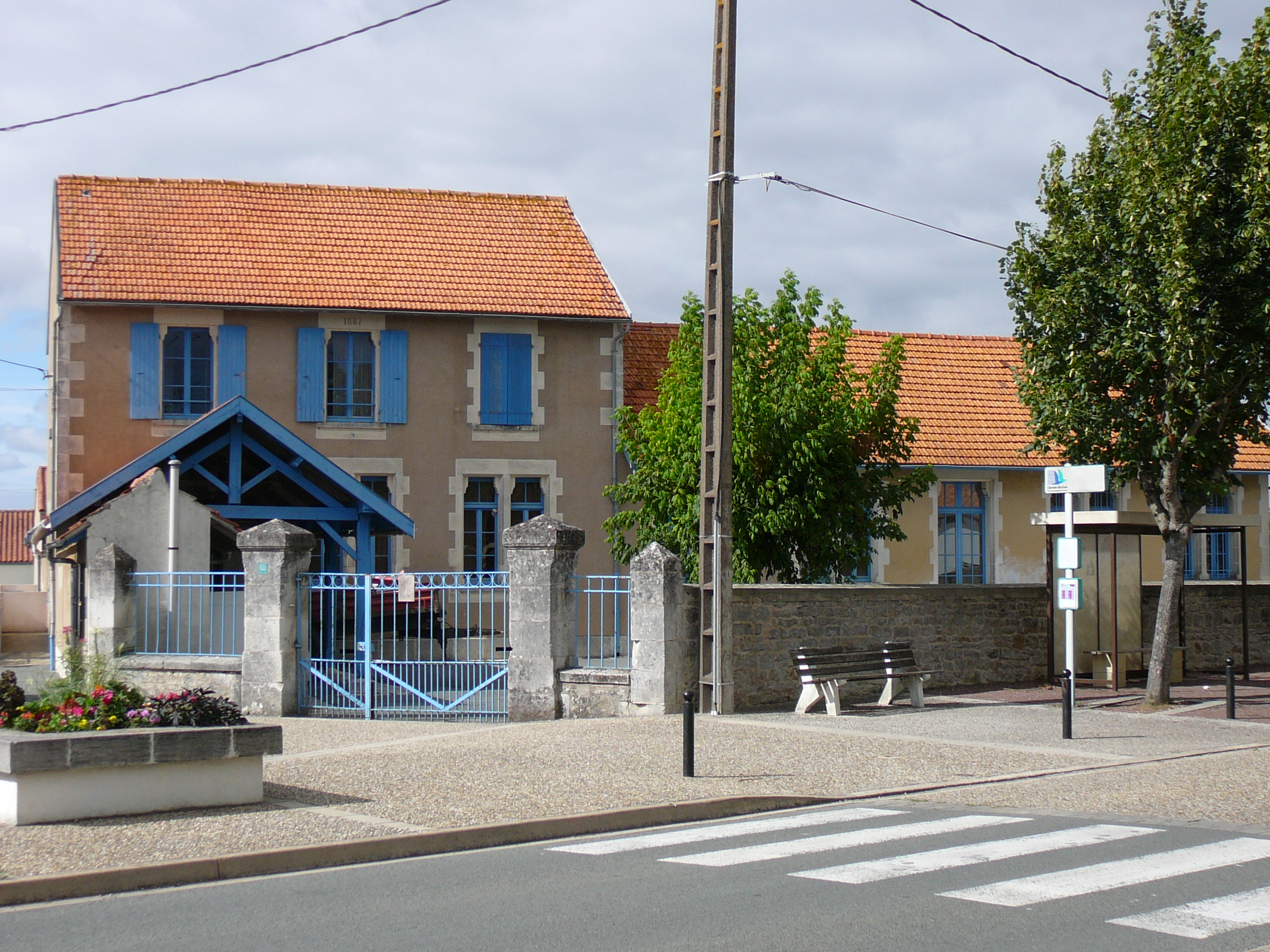
School
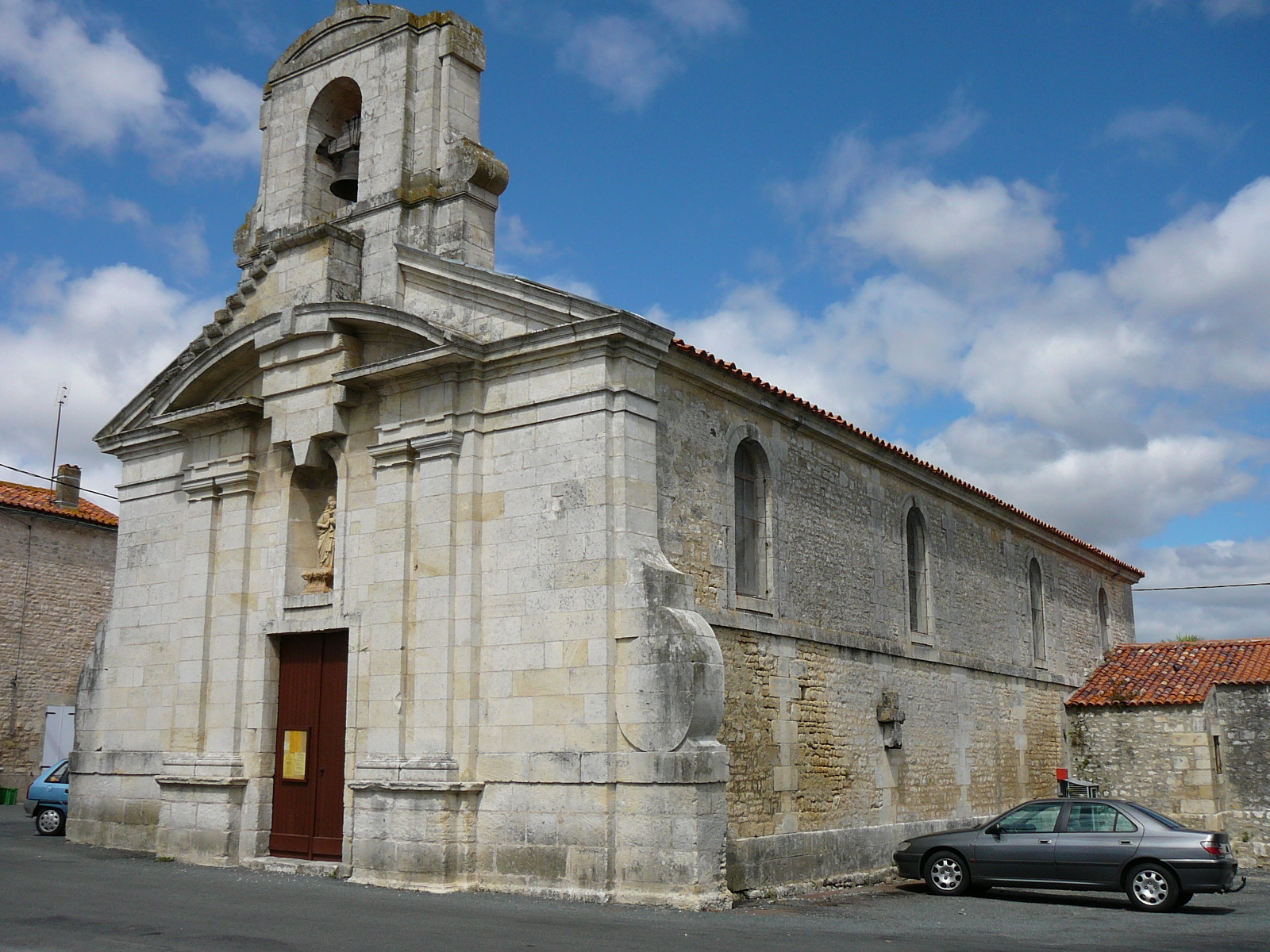
Kerk van Saint-Agnant
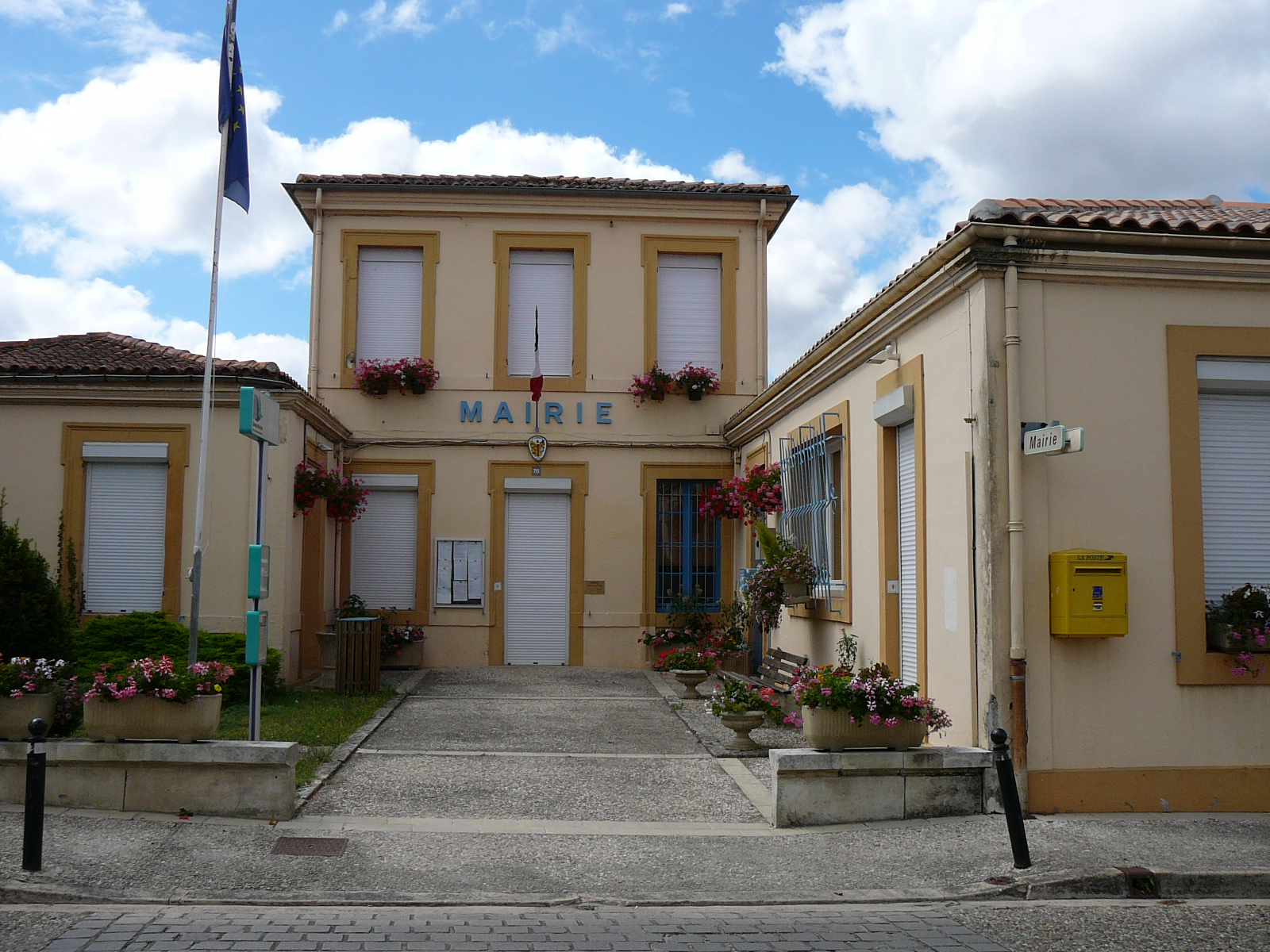
Gemeentehuis

## Geografie
De oppervlakte van Saint-Agnant bedroeg op 1 januari 2022 22,49 vierkante kilometer; de bevolkingsdichtheid was toen 123,3 inwoners per km².
De onderstaande kaart toont de ligging van Saint-Agnant met de belangrijkste infrastructuur en aangrenzende gemeenten.

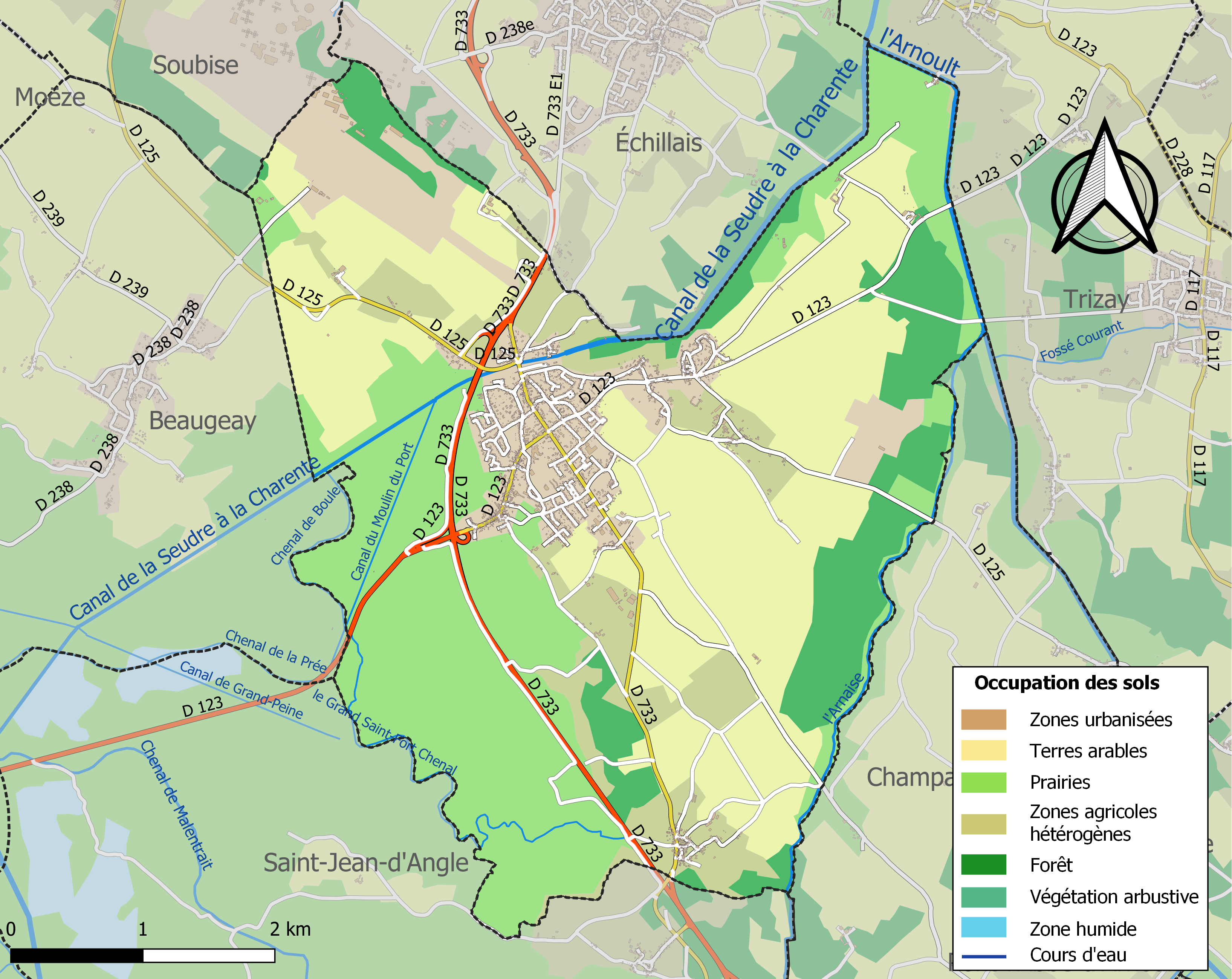

## Demografie
Onderstaande figuur toont het verloop van het inwonertal (bron: INSEE-tellingen).